# 東亜航空

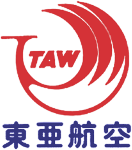
ロゴ

東亜航空株式会社（とうあこうくう、英語：Toa Airways、略称：TAW）は、かつて日本国内で定期旅客便を運航していた航空会社。1953年11月30日設立。現在の日本航空の前身の1つに数えられている。
1971年5月15日、日本国内航空を存続企業として合併し、法人格が消滅した。

## 歴史

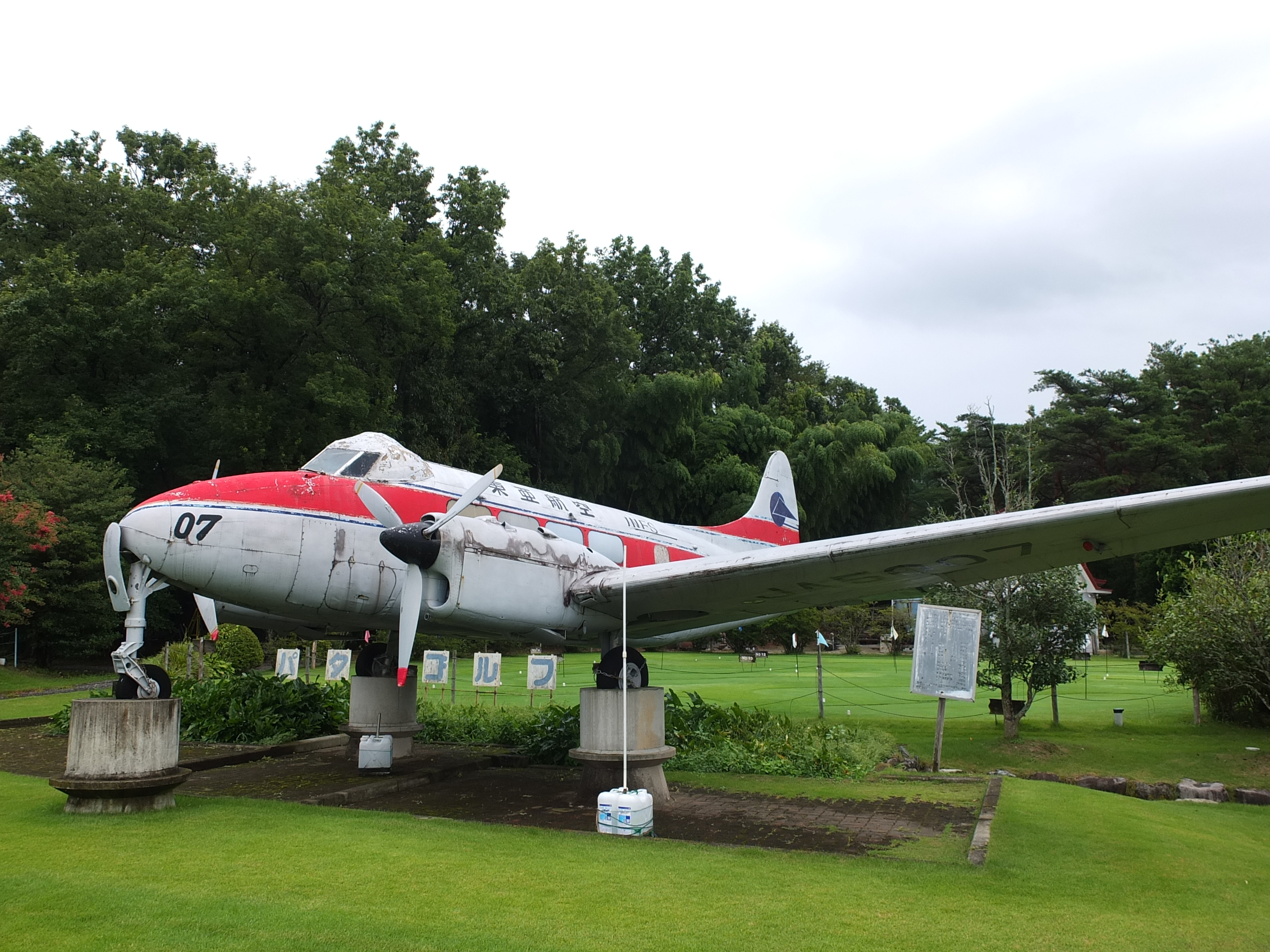
東亜航空のデ・ハビランドDH.104 ダブ - 栃木県那須塩原市

1953年11月30日に大日本帝国海軍のパイロットだった松下俊夫が設立。代表取締役は松下。資本金は1,000万円（当時）。本社は広島県広島市八丁堀にあった。設立当初から運転資金に難航し、当時、東京生命保険を退職して佐野組を創業した佐野友二が1,500万円を融資した。佐野が間もなく不二サッシを創業したため、筆頭株主は不二サッシとなった。社長の松下を始め、乗務員、社員は太平洋戦争における旧日本海軍航空隊のパイロットらによって構成されていた。佐野が古巣の東京生命から下村彌一を引っ張り、松下に代わり、下村が不二サッシ副社長と東亜航空の社長を兼任した。1960年前後に何度も事故を起こした全日本空輸に比べて、松下以下の創業者グループは仕事熱心で技術が優秀だった。
当初は、広島市中区吉島に陸軍飛行場として建設された吉島飛行場を拠点として遊覧飛行や宣伝飛行のみを行っていたが、1956年に鹿児島 - 種子島線の免許を取得してから徐々に定期航空路線を拡大し、広島・鹿児島・小倉・大阪・松山を中心とする路線に就航。また、鹿児島を拠点にした奄美群島路線も一手に引き受けた。1961年には吉島飛行場の閉鎖により、拠点を広島空港（後に広島西飛行場を経て現在の広島ヘリポート）に移転した。女優の真矢みきは同社重役佐藤隆二の娘として広島に生まれた。
1971年には資本金が27億円にまでなったが、同年5月15日に日本国内航空を存続企業として合併して東亜国内航空となったことにより、法人格が消滅した。当時、日本国内航空は日本航空に、東亜航空は全日本空輸に統合させるのが運輸省の方針であったが、日本国内航空の親会社である東京急行電鉄の社長五島昇は、東急の海外進出を狙って日本国内航空の存続に拘り、運輸省の意に反して、東亜航空の親会社不二サッシの社長・佐野友二を口説いて日本国内航空と東亜航空を合併させ、国内第3位の航空会社「東亜国内航空」を誕生させた。
東亜国内航空は日本エアシステム（JAS）→日本航空ジャパンと改称ののち、日本航空インターナショナル（現在の日本航空）と合併した。

## 使用機材（回転翼機除く）
- デ・ハビランドDH104-1Bダヴ
- デ・ハビランドDH114タウロン
- コンベアCV-240
- ビーチクラフトD-18 (C-18S)
- ビーチクラフトC-50ツインボナンザ
- YS-11
- セスナ170B

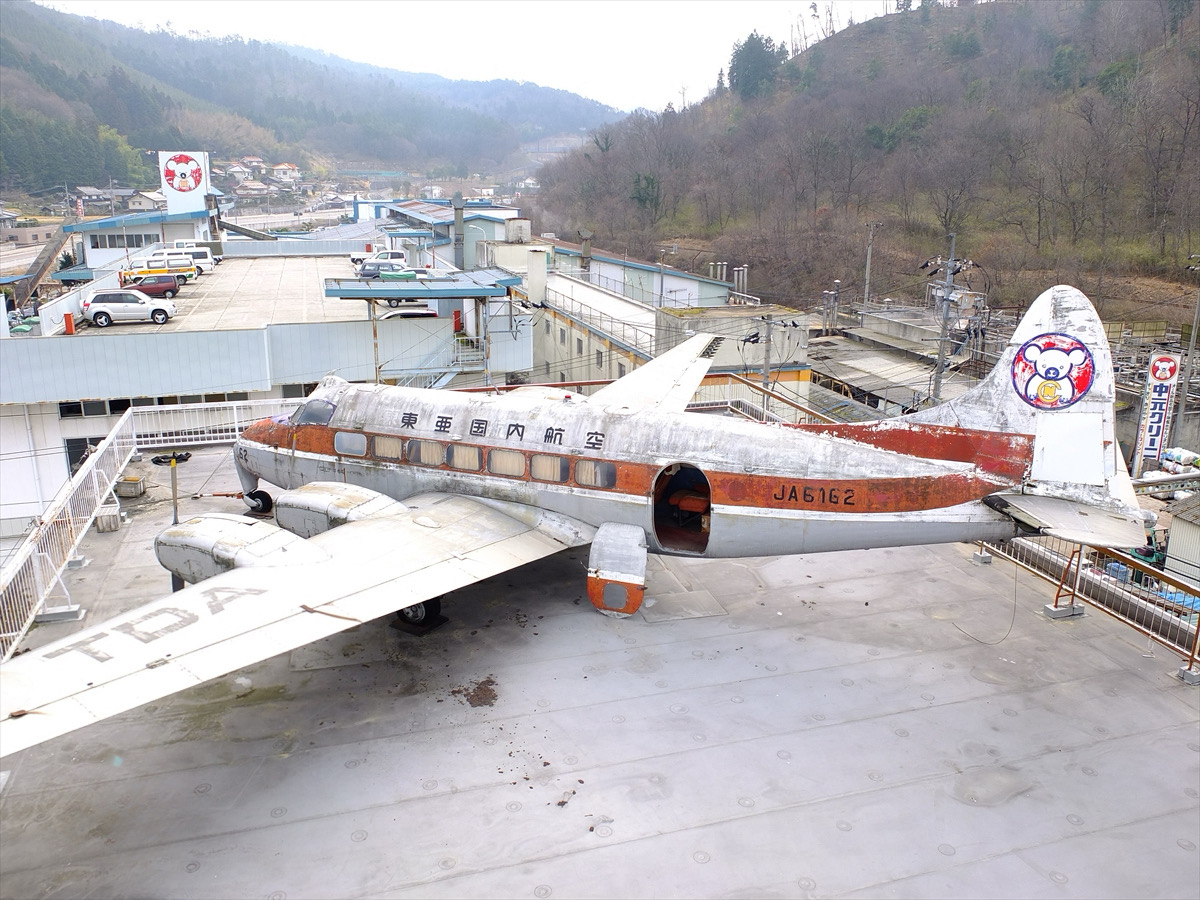
老朽化し引き取り手を待つ元東亜航空のデハビランドDH114・タウロン（胴体部分は東亜国内航空塗装、尾翼ロゴマークは現所有者に関連するもの） - 広島県府中市

東亜航空は多くのデハビランド DH.114 ヘロンを運用していたが、搭載エンジン（デハビランド社製ジプシークイン 30）の部品入手が困難になったことから、エンジンをアメリカ合衆国のコンチネンタルIO-470に換装する改造を行った。この機体を東亜航空は「タウロン（TAWロン）」と命名し運用していた。「TAWロン」とはTAW（東亜航空） + ヘロン」の合成語である。日本国内で航空会社自身でエンジンを交換したのは珍しいケースであった。
以前は数機のタウロンが日本で保存されていたが、その後解体され現在では東亜国内航空のJA6162機が広島県府中市上下町にある中元クリーニング工場屋上に鎮座しているのみである。